# انشقاق الحزب الشيوعي الهندي لعام 1964
في عام 1964 وقع انشقاق كبير في صفوف الحزب الشيوعي الهندي. كان هذا الانشقاق ذروة عقود من التوتر والاقتتال الداخلي ضمن الحزب. حين نالت الهند استقلالها في عام 1947، برزت خلافات تتعلق بالتكيف مع الأوضاع الجديدة. ومع تحسن العلاقات بين حكومة نهرو والاتحاد السوفييتي، برز فصيل ضمن الحزب الشيوعي الهندي سعى إلى التعاون مع المؤتمر الوطني الهندي الحاكم. كان هذا التوجه بقيادة إس إيه دانغي، الذي بات دوره ضمن تراتبية الحزب مثيرًا للجدل بصورة متزايدة. مع اندلاع الحرب الصينية الهندية في عام 1962، تعرض خصوم دانغي داخل الحزب الشيوعي الهندي للسجن، إلا أنهم عملوا عند إطلاق سراحهم على تحدي هذه القيادة. في عام 1964 انقسم الحزب في النهاية إلى فصيلين، وشكل الفصيل اليساري الحزب الشيوعي الهندي (الماركسي). كان لهذا الانشقاق انعكاسات إقليمية عديدة. وكان له تأثير أيضًا على منظمات أخرى، كاتحاد نقابات العمال والحركات الفلاحية. دُرس هذا الانشقاق بصورة مكثفة من قبل المختصين الذين سعوا إلى تحليل العوامل المحلية والدولية العديدة التي أفضت إليه.

## نظرة عامة

### أبحاث حول الانشقاق
كرست للانشقاق العديد من الدراسات العلمية والصحفية. وكان من بين المختصين الذين درسوا هذا الانشقاق أوفرستريت وويندميلر، وجيلمان (اضطراب في الشيوعية الهندية، 1963) وود (ملاحظات حول انشقاق الحزب الشيوعي الهندي، 1965) وديفلين (ممل من الداخل، 1964) وراي (بكين والحزب الشيوعي الهندي، 1966) وفيوير (كم ماركسية؟ 1966) وفيك (كيرالا: يينان الهند 1969) ورام (الشيوعية الهندية: انشقاق داخل انشقاق 1969) وفراندا (سياسة راديكالية في البنغال الغربية 1971) وسين غوبتا (الشيوعية في السياسة الهندية 1972) وكافيراج سوديبتا (1979) وتوماس نوسيتر (1982 و1988) وسينغ (1994). 
هناك تصور سائد بأن الانشقاق داخل الحزب الشيوعي الهندي لم يكن سوى امتداد للانقسام الصيني السوفياتي. ونالت وجهة النظر القائلة بأن السبب الرئيسي وراء الانقسام كان العوامل الدولية ودور الحزب الشيوعي الصيني تأييدًا من قبل قطاع ضمن الحزب الشيوعي الهندي بعد الانشقاق. كان بعض المختصين يميلون إلى تصوير الانشقاق بأنه يرتبط بصورة مباشرة بالانقسامات في عالم الحركة الشيوعية، في حين شدد آخرون على الأسباب الداخلية. يحاجج راو (1983) أن الرواية القائلة بأن الحزب الشيوعي الهندي كان يؤيد الاتحاد السوفييتي وأن الحزب الشيوعي الهندي (الماركسي) كان يؤيد الصين ما هي إلا تبسيط مفرط للمسألة. وبحسب ميترا (2004) كانت الظروف التي أفضت إلى الانشقاق معقدة، إذ تداخلت فيها عوامل محلية ووطنية ودولية. 
وبحسب نوسيتر (1982) فإن الانقسام الصيني السوفياتي كانت له انعكاسات ضمن الحزب الشيوعي الهندي، إلا أن «الانقسام الرئيسي» داخل الحزب كان قد سبق القطيعة بين موسكو وبكين. ووفقًا لنوسيتر فإن القضيتين المثيرتين للجدل داخل الحزب الشيوعي الهندي في الخمسينيات من القرن العشرين كانتا العلاقة مع البرجوازية الوطنية ونهرو والمؤتمر الوطني الهندي من جهة، ومن الجهة الأخرى احتمالات العمل ضمن حدود الدستور الهندي. تفاقمت هذه الخلافات بسبب الصلات القريبة مع الحزب الشيوعي السوفياتي والتحولات التي شهدتها سياساته (تطور العلاقات بين نهرو والسوفييت وانتقال سلمي نحو الاشتراكية). علاوة على ذلك، يؤكد نوسيتر أن القضايا الحدودية الصينية الهندية أفضت إلى ترابط الانقسامات الداخلية القائمة مسبقًا داخل الحزب الشيوعي الهندي والانقسام الصيني السوفياتي. 
وبحسب آدامسون (1966) فإن الانشقاق في عام 1964 كان يمثل إضفاء طابع رسمي على الانقسامات العميقة والموجودة منذ زمن طويل ضمن الحزب الشيوعي الهندي. يذكر وود (1965) أن الانشقاق ضمن الحزب الشيوعي الهندي كان في أشكال عدة أمرًا غير نموذجي ضمن عالم الحركة الشيوعية، ولا ينبغي أن يختزل بأنه مجرد مواجهة بين فصيل يؤيد الصين وفصيل آخر يؤيد الاتحاد السوفييتي. وفقًا لوود فإن الانشقاقات ضمن معظم الأحزاب الشيوعية الأخرى تعود إلى الاجتماع الأممي للأحزاب الشيوعية والعمالية في حين أن تاريخ انشقاق الحزب الشيوعي الهندي هو أكثر عمقًا ويعود إلى تأسيس الحزب. 
بحسب غنثر (2001) فإن القضايا الدولية كالانقسام الصيني السوفياتي والخط السوفياتي في التعايش السلمي مع الغرب وتطور العلاقات السوفياتية مع حكومة نهرو والحرب الصينية الهندية لعام 1962 كانت عوامل في الانشقاق، وأن العامل الأشد أهمية كان الوضع الداخلي، كموقف الحزب الشيوعي الهندي حيال المؤتمر الوطني الهندي. 
وفقًا لشارما (1978)، كان الانشقاق قد وقع على خلفية الانقسام الصيني السوفياتي وحرب عام 1962 وخلافات حول تقييم الأوضاع الاقتصادية والسياسية في الهند. ونتيجة لهذه الأخيرة، فشل الحزب في صياغة خط استراتيجي-تكتيكي لثورة يقبل بها كل من تكتلي اليمين واليسار، ولا سيما حول العلاقة بالمؤتمر الوطني الهندي وأحزاب المعارضة اليمينية مثل حزب سواتانترا وحزب سانغه. وبحسب شارما فإن معظم الدراسات التي أجريت حول الانشقاق كان قد عزته إلى 3 عوامل، ولو أنها تتفاوت في شدتها. ففي حين يوافق شارما على أن هذه العوامل قد «سرعت» الانشقاق، فإنه يريد إلى أن يشير إلى عوامل أخرى عادة ما يغض النظر عنها من قبل المعلقين، ولا سيما الاختلافات الإقليمية الصارخة التي عمل ضمنها الحزب الشيوعي الهندي، والتنافس على زعامة الحزب والتكتلات التي تناصر شخصية محددة. يحاجج شارما أن دور دانغي في الحزب كان مصدرًا للجدل حتى في الأربعينيات من القرن العشرين، وأن التوترات ازدادت حدة بين مناصريه وخصومه مع صعوده المنتظم داخل هرمية الحزب في السنوات التي تلت ذلك. وبشكل خاص في خضم انشقاق أبريل لعام 1964 حين أُجل البت في القضايا الاستراتيجية والأيديولوجية، وبرزت الخصومات الشخصية وصراعات السلطة. يشير موهانتي (1977) أيضًا إلى أن الخصومات الشخصية والخصومات ضمن التكتلات كانت عوامل أفضت إلى الانشقاق.

### التكتلات والتسميات
يستخدم العديد من المعلقين أساليب مختلفة لوصف التكتلات ضمن الحزب الشيوعي الهندي التي أفضت إلى الانشقاق. على سبيل المثال، يصور شارما (1978) انقسامًا إلى تكتلين، يميني ويساري، كان قد سبق الانشقاق. وبحسب روايته فإن دانغه وز إيه أحمد وإم إن وغوفيندان ناير وشارما وبوبيش غوبتا كانوا قادة يمينيين وأن إي إم إس نامبوديريباد وبي سوندارايا وجيوتي باسو وهاركيشان سينغ سورجيت وهاري كريشنه كونار كانوا قادة يساريين. يشير شارما إلى أن غوبتا كان مترددًا، ولم يأخذ موقفًا واضحًا إلى جانب أي من الطرفين. يصف كتاب مثل كراوتش (1966) وماليك (1994) 3 تكتلات: يساري ووسطي ويميني. استخدم كتاب الفكر أوصاف 'روكوز' ('الشيوعيون الروس)' و'شيكوز' ('الشيوعيون الصينيون') و'سينكوز' ('الشيوعيون الوسطيون') للإشارة إلى هوية التكتلات ضمن الحزب الشيوعي الهندي. 
في أعقاب اجتماع المجلس الوطني التابع للحزب الشيوعي الهندي في 11 من شهر أبريل من عام 1964، انقسم التكتل الوسطي إلى تكتل 'يسار الوسط' بقيادة نامبوديريباد وباسو، وتكتل 'يمين وسط' بقيادة غوبتا. اصطف الأول إلى جانب اليساريين في الانشقاق، واصطف الثاني إلى جانب اليمينيين. ولكن بحسب صحيفة الحزب الاشتراكي الثوري الهندي النداء كان هناك أيضًا تكتل 'وسط الوسط' في البنغال الغربية، الذي دعى إلى وحدة الحزب ورفض الاصطفاف إلى جانب أي طرف خلال الانشقاق.
بعد بروز حزبين مستقلين في عام 1964، بدأ بعض الكتاب باستخدام تسميات 'الحزب الشيوعي الهندي اليميني' 'والحزب الشيوعي الهندي اليساري'. أصر كل من الحزبين على أنه الحزب الشيوعي الهندي الأصلي، وكان كل منهما يسمي نفسه 'الحزب الشيوعي الهندي'. تقدم الحزب الشيوعي الهندي (اليساري) بطلب إلى لجنة الانتخابات الهندية قبل انتخابات جمعية كيرالا التشريعية لشهر آذار من عام 1965 بالترشح إلى الانتخابات تحت مسمى الحزب الشيوعي الهندي. رفضت لجنة الانتخابات الهندية العريضة، إذ كان الحزب الشيوعي الهندي (اليساري) يمثل أقلية للتكتل البرلماني التابع للحزب الشيوعي الهندي الموحد. وردًا على ذلك سجل الحزب الشيوعي الهندي (اليساري) نفسه تحت مسمى 'الحزب الشيوعي الهندي (الماركسي)' لدى لجنة الانتخابات الهندية، التي منحت الحزب شعار المطرقة والمنجل كشعار انتخابي. ومن هنا بات الحزب الشيوعي الهندي (اليساري) يعرف بالحزب الشيوعي الهندي (الماركسي).

## الخلفية

### سنوات الاضطرابات: 1947-1953

#### استقلال الهند
حاجج نامبوديريباد، الذي كان بنفسه واحدًا من الشخصيات الرئيسية في الانقلاب، أن جذور الانشقاق كانت تعود إلى انتقال السلطة في عام 1947 حين طور العديد من القادة آراءًا مختلفة حول الأوضاع الجديدة. عشية استقلال الهند، كان الحزب الشيوعي الهندي تحت قيادة بي سي جوشي. في ظل قيادة جوشي كأمين عام للحزب الشيوعي الهندي، كانت الصراعات القانونية الخط التكتيكي الرئيسي للحزب، إلا أن الحزب كان يقود تجمعات كبرى من المناضلين، كان أبرزها حركة تيلانغانا وحركة تيبهاغا. ونتيجة ذلك، انقسم الحزب حول قضية توصيف الوضع السياسي الجديد بعد انتقال السلطة في عام 1947.